# Powiat Bieszczadzki
Der Powiat Bieszczadski ist ein Powiat (Kreis) in der polnischen Woiwodschaft Karpatenvorland. Der Powiat hat eine Fläche von 1138,17 km², auf der 22.000 Einwohner leben.

## Gemeinden
Der Powiat umfasst drei Gemeinden, davon eine Stadt-und-Land-Gemeinde sowie zwei Landgemeinden.

### Stadt-und-Land-Gemeinde
- Ustrzyki Dolne

### Landgemeinden
- Czarna
- Lutowiska